# یواس‌اس موستانگ (اس‌پی-۳۶)
یواس‌اس موستانگ (اس‌پی-۳۶) (به انگلیسی: USS Mustang (SP-36)) یک کشتی بود که طول آن ۶۵ فوت (۲۰ متر) بود. این کشتی در سال ۱۹۱۱ ساخته شد.